# Liste der Monuments historiques in Saint-Hernin
Die Liste der Monuments historiques in Saint-Hernin führt die Monuments historiques in der französischen Gemeinde Saint-Hernin auf.

## Liste der Bauwerke
| Bezeichnung                                | Beschreibung | Standort                 | Kennzeichnung | Schutzstatus   | Datum     | Bild           |
| ------------------------------------------ | ------------ | ------------------------ | ------------- | -------------- | --------- | -------------- |
| Kirche St-Hernin mit Beinhaus und Calvaire |              | Place de l’Église (Lage) | PA00090418    | Inscrit Classé | 1928 1943 | weitere Bilder |

## Liste der Objekte
- Monuments historiques (Objekte) in Saint-Hernin in der Base Palissy des französischen Kultusministeriums